# Yee Jee Tso
Yee Jee Tso (Hong Kong, 10 marzo 1975) è un attore canadese.

## Carriera
Partecipa a serie televisive e film sia canadesi che americani.

## Filmografia

### Cinema
- Past Perfect, regia di Jonathan Heap (1996)
- S.Y.N.A.P.S.E. - Pericolo in rete (Antitrust), regia di Peter Howitt (2001)
- Crime Party (Stark Raving Mad), regia di Drew Daywalt e David Schneider (2002)
- Il super Buon Natale dei Muppet (It's a Very Merry Muppet Christmas Movie), regia di Kirk R. Thatcher (2002)
- Cost of Paradise, regia di Silver Kim (2004) - cortometraggio
- Scattering Eden, regia di Nimisha Mukerji (2006) - cortometraggio
- L'uomo senza ombra 2 (Hollow Man II), regia di Claudio Fäh (2006)
- Klatsassin, regia di Stan Douglas (2006) - cortometraggio
- They Wait, regia di Ernie Barbarash (2007)
- Ratko: The Dictator's Son, regia di Savage Steve Holland e Kevin Speckmaier (2009)
- The Tortured, regia di Robert Lieberman (2010)
- 50 e 50 (50/50), regia di Jonathan Levine (2011)
- Interrogation - Colpo esplosivo (Interrogation), regia di Stephen Reynolds (2016)
- Bruce Lee - La grande sfida (Birth of the Dragon), regia di George Nolfi (2016)

### Televisione
- Hillside – serie TV, 14 episodi (1991)
- Madison – serie TV, 11 episodi (1994-1995)
- I viaggiatori (Sliders) – serie TV, episodi 1x01-1x02 (1995)
- Highlander (Highlander: The Series) – serie TV, episodio 4x04 (1995)
- Two – serie TV, episodio 1x00 (1996)
- Doctor Who, regia di Geoffrey Sax – film TV (1996)
- Dad's Week Off, regia di Neal Israel – film TV (1997)
- Una scommessa troppo alta (High Stakes), regia di Donald Wrye – film TV (1997)
- Oltre i limiti (The Outer Limits) – serie TV, episodio 3x13 (1997)
- Tesoro, mi si sono ristretti i ragazzi (Honey, I Shrunk the Kids: The TV Show) – serie TV, episodio 1x22 (1998)
- Sentinel (The Sentinel) – serie TV, episodio 4x05 (1999)
- The Net – serie TV, episodio 1x22 (1999)
- Cold Squad - Squadra casi archiviati (Cold Squad) – serie TV, episodio 3x10 (2000)
- Seven Days – serie TV, episodio 2x14 (2000)
- Mysterious Ways – serie TV, episodio 1x09 (2000)
- Stargate SG-1 – serie TV, episodio 4x17 (2001)
- Dark Angel – serie TV, episodio 2x01 (2001)
- Da Vinci's Inquest – serie TV, 5 episodi (2001-2003)
- Tom Stone – serie TV, episodio 2x04 (2002)
- Black Sash – serie TV, episodio 1x01 (2003)
- Battlestar Galactica – serie TV, episodio 2x08 (2005)
- Killer Instinct – serie TV, episodio 1x04 (2005)
- Da Vinci's City Hall – serie TV, episodio 1x05 (2005)
- Saved – serie TV, episodio 1x07 (2006)
- The Stranger Game, regia di Terry Ingram – film TV (2006)
- Ombre del passato (Not My Life), regia di John Terlesky – film TV (2006)
- 4400 (The 4400) – serie TV, episodio 3x09 (2006)
- Blade - La serie (Blade: The Series) – serie TV, episodio 1x10 (2006)
- Intelligence – serie TV, episodi 1x05-1x06-1x07 (2006)
- Smallville: Vengeance Chronicles – miniserie TV, 4 puntate (2006)
- Psych – serie TV, episodio 2x06 (2007)
- Stargate Atlantis (Stargate: Atlantis) – serie TV, episodi 4x01-4x04 (2007)
- jPod – serie TV, episodio 1x09 (2008)
- Impatto dal cielo (Impact), regia di Mike Rohl – miniserie TV (2009)
- InSecurity – serie TV, episodio 1x08 (2011)
- Girl Fight, regia di Stephen Gyllenhaal – film TV (2011)
- Alcatraz – serie TV, episodio 1x07 (2012)
- XIII (XIII: The Series) – serie TV, episodio 2x12 (2012)
- Arctic Air – serie TV, episodi 1x06-2x06 (2012-2013)
- Motive – serie TV, episodio 1x05 (2013)
- Continuum – serie TV, episodio 3x08 (2014)
- Le streghe dell'East End (Witches of East End) – serie TV, episodio 2x01 (2014)
- Gracepoint – serie TV, episodio 1x08 (2014)
- Paper Angels, regia di David Winning – film TV (2014)
- Arrow – serie TV, episodio 3x09 (2014)
- The Romeo Section – serie TV, episodio 1x01 (2015)
- Ice – serie TV, episodio 1x07 (2017)
- Travelers – serie TV, episodio 2x09 (2017)
- Tutti i segreti di mio marito (My Husband's Deadly Past), regia di Troy Scott – film TV (2020)
- The 100 – serie TV, episodi 7x07-7x08 (2020)
- Snowpiercer – serie TV, 7 episodi (2020-2021)

## Doppiatori italiani
Nelle versioni in italiano delle opere in cui ha recitato, Yee Jee Tso è stato doppiato da:
- Marco Vivio in Doctor Who
- Francesco Meoni in S.Y.N.A.P.S.E. - Pericolo in rete
- Riccardo Niseem Onorato in 50 e 50
- Gianfranco Miranda in Motive
- Jacopo Calatroni in Continuum
- Francesco Fabbri in The 100
- Gabriele Marchingiglio in Snowpiercer
- Roberto Certomà in Travelers